# Larus heuglini
La gaviota de Heuglin (Larus heuglini) es una especie de ave de la familia Laridae. Se encuentra muy emparentada con Larus fuscus y a menudo es clasificada como una subespecie de la misma. A veces también se la ha incluido junto con Larus argentatus.
Las aves en la zona este del área de distribución de la gaviota de Heuglin a menudo tienen un tono gris claro en su parte superior y son frecuentemente consideradas como una subespecie distinta Larus heuglini taimyrensis (gaviota Taimyr). Otra posibilidad es que sean el resultado de una hibridación entre la gaviota de Heuglin y Larus vegaes.

## Descripción
Son gaviotas grandes de cabeza redondeada, pico fuerte y patas y alas largas. Miden entre 53 y 70 cm de largo, la envergadura de sus alas es de 138 a 158 cm y pesan entre 745 y 1360 g. Su espalda y alas son gris muy oscuro. En invierno la cabeza apenas desarrolla pintas marrones, pero en su nuca la coloración es profusa. Por lo general sus patas son amarillas aunque a veces pueden ser rosadas.
La muda de plumas se realiza más tarde que en la mayoría de sus parientes por lo que las aves todavía pueden tener sus cabezas sin pintas y tener ya primarias en septiembre y octubre. Las plumas primarias puede que no alcancen su desarrollo completo hasta febrero o marzo cuando la cabeza aún tiene pintas.
Su alimentación consiste principalmente en moluscos, lombrices, y crustáceos.

## Distribución
Las gaviotas de Heuglin se reproducen en la tundra del norte de Rusia desde la península de Kola al este hasta la península de Taimyr. Con regularidad se las avista en Finlandia y es posible que se reproduzcan allí. Emigran al sur en invierno hacia el suroeste de Asia, el subcontinente indio, este de Asia, y este de África. Se han observado cantidades menores en el sureste de Asia, existen registros de avistamientos en Sudáfrica y es un ave vagabunda en el oeste de Europa.